# Tony Curran
Anthony Curran (Glasgow, 13 dicembre 1969) è un attore britannico.
Si è laureato al Royal Conservatoire of Scotland.

## Carriera
Ha interpretato nella serie televisiva This Life per la BBC il ruolo di un idraulico gay.
Per interpretare l'uomo invisibile nel La leggenda degli uomini straordinari ha indossato una tuta speciale (ha dichiarato, nel commento al film su DVD, che sembrava "un puffo sotto acido""). Ha interpretato Vincent van Gogh nella serie televisiva Doctor Who e il Vampiro Anziano Marcus Corvinus nel film Underworld: Evolution. Ha preso parte al film horror The Presence.
Partecipa a maratone per raccogliere denaro per beneficenza. È un frequente e popolare partecipante nell'evento annuale Dressed To Kilt a New York, organizzato dall'associazione Amici della Scozia in occasione del "Tartan Week". Nel 2006 ha vinto il premio come miglior attore protagonista per il British Independent Film Awards.

## Filmografia

### Cinema
- Le cinque vite di Hector (Being Human), regia di Bill Forsyth (1994)
- Captives - Prigionieri (Captives), regia di Angela Pope (1994)
- Piccoli omicidi tra amici (Shallow Grave), regia di Danny Boyle (1994)
- Go Now, regia di Michael Winterbottom (1995)
- Il 13º guerriero (The 13th Warrior), regia di John McTiernan (1999)
- Il gladiatore (Gladiator), regia di Ridley Scott (2000)
- Pearl Harbor, regia di Michael Bay (2001)
- Blade II, regia di Guillermo del Toro (2002)
- La leggenda degli uomini straordinari (The League of Extraordinary Gentlemen), regia di  Stephen Norrington (2003)
- Il volo della fenice (Flight of the Phoenix), regia di John Moore (2004)
- Beowulf & Grendel, regia di Sturla Gunnarsson (2005)
- Underworld: Evolution, regia di Len Wiseman (2006)
- Red Road, regia di Andrea Arnold (2006)
- Miami Vice, regia di Michael Mann (2006)
- Intrigo a Berlino (The Good German), regia di Steven Soderbergh (2006)
- Trust Me, regia di Andrew Kazamia (2007)
- Shuttle - L'ultima corsa verso l'oscurità (Shuttle), regia di Edward Anderson (2008)
- Prossima fermata: L'inferno (The Midnight Meat Train), regia di Ryūhei Kitamura (2008)
- Lazarus Project - Un piano misterioso (The Lazarus Project), regia di John Patrick Glenn (2008)
- A Day in the Life, regia di Sticky Fingaz (2009)
- Ondine - Il segreto del mare (Ondine), regia di Neil Jordan (2009)
- The Presence, regia di Tom Provost (2010)
- Big Mama - Tale padre, tale figlio (Big Mommas: Like Father, Like Son), regia di John Whitesell (2011)
- The Veteran, regia di Matthew Hope (2011)
- Thor: The Dark World, regia di Alan Taylor (2013)
- Race - Il colore della vittoria (Race), regia di Stephen Hopkins (2016)
- Outlaw King - Il re fuorilegge (Outlaw King), regia di David Mackenzie (2018)
- Calibre, regia di Matt Palmer (2018)

### Televisione
- Grandi speranze (Great Expectations) – film TV (1999)
- Split Second – film TV (1999)
- Magiche leggende (The Magical Legend of the Leprechauns) – film TV (1999)
- Le nebbie di Avalon (The Mists of Avalon) – miniserie TV (2001)
- Menace – film TV (2002)
- Ultimate Force – serie TV, 11 episodi (2002-2003)
- Primeval – serie TV, episodio 3x07 (2009)
- The Mentalist - serie TV, episodio 2x16 (2010)
- 24 – serie TV, episodi 8x05-8x06-8x07 (2010)
- Doctor Who – serie TV, episodi 5x10-5x12 (2010)
- I pilastri della Terra (The Pillars of the Earth) – miniserie TV, 8 puntate (2010)
- Covert Affairs – serie TV, episodio 2x15 (2011)
- Defiance – serie TV, 39 episodi (2013-2015)
- Daredevil – serie TV, episodio 2x04 (2016)
- Crazyhead – serie TV, 6 episodi (2016)
- Elementary – serie TV, 2 episodi (2016)
- Ray Donovan – serie TV, 7 episodi (2018-2019)
- Deadwood - Il film (Deadwood: The Movie), regia di Daniel Minahan - film TV (2019)
- Your Honor – serie TV, 15 episodi (2020-2023)
- The Flash – serie TV, 5 episodi (2021)
- Mary & George, regia di Oliver Hermanus, Alex Winckler e Florian Cossen – miniserie TV, 7 puntate (2024)
- The Bombing of Pan Am 103, regia di Michael Keillor – miniserie TV, 5 puntate (2025)
- Outlander: Blood of My Blood – serie TV (2025)

### Doppiaggio
- Le avventure di Tintin - Il segreto dell'Unicorno (The Adventures of Tintin: The Secret of the Unicorn), regia di Steven Spielberg (2011)
- Call of Duty: Modern Warfare 3 – videogioco (2011)
- Counter-Strike: Global Offensive – videogioco (2012)
- Battlefield 6 – videogioco (2025)

## Doppiatori italiani
Nelle versioni in italiano delle opere in cui ha recitato, Tony Curran è stato doppiato da:
- Alberto Bognanni in Crazyhead, Daredevil, The Presence, Cut run, Mary & George
- Mino Caprio ne La leggenda degli uomini straordinari, Night Stalker
- Angelo Nicotra in Underworld: Evolution, Prossima fermata: l'inferno
- Stefano Alessandroni in Defiance, Thor: The Dark World
- Sergio Lucchetti in Race - Il colore della vittoria, The Looming Tower
- Stefano Thermes in Ray Donovan, The Flash
- Massimo Bitossi in Radici, Your Honor
- Christian Iansante ne Il 13º guerriero
- Massimiliano Alto in Magiche leggende
- Simone Mori in Blade II
- Enrico Chirico in Ultimate Force
- Antonio Sanna in Intrigo a Berlino
- Franco Mannella in Numb3rs
- Massimo De Ambrosis in Lazarus Project - Un piano misterioso
- Pasquale Anselmo ne Il volo della fenice
- Giovanni Battezzato in Beowulf & Grendel
- Ambrogio Colombo in Red Road
- Andrea Lavagnino ne I pilastri della Terra
- Danilo De Girolamo in Doctor Who
- Sergio Luzi in 24
- Teo Bellia in The Mentalist
- Tony Sansone in Big Mama - Tale padre, tale figlio
- Gaetano Varcasia in CSI - Scena del crimine
- Giorgio Locuratolo in Elementary
- Antonio Palumbo in Eat Local - A cena coi vampiri
- Luigi Ferraro in Outlaw King - Il re fuorilegge
- Fabrizio Pucci in Calibre
- Guido Di Naccio in Deadwood - Il film
- Stefano Billi in Secret Invasion